# Rhynchostegium mutatum
Rhynchostegium mutatum là một loài Rêu trong họ Brachytheciaceae. Loài này được (Ochyra & Vanderpoorten) Huttunen & Ignatov miêu tả khoa học đầu tiên.